# Royalisme
Ne doit pas être confondu avec Monarchisme.
Le royalisme est une idéologie politique qui prône ou soutient la royauté, c’est-à-dire un régime politique dans lequel le chef d’une nation porte le titre de roi ou de reine, le plus souvent héréditaire mais aussi à titre méritoire.
La notion de royalisme est souvent confondue avec le monarchisme, notion plus large qui inclut entre autres des dimensions impériales, princières et grand-ducales.
Elle est opposée au républicanisme, notamment en France, mais peut aussi se révéler incompatible avec d'autres mouvements monarchistes. Par exemple, après la Révolution française, les royalistes partisans des Bourbons s'opposaient aux impérialistes bonapartistes. Même si ces derniers défendent les couronnes respectives de la Maison Bonaparte, c'est dans le contexte d'une Europe vassalisée par l'Empire français, contrairement aux royalistes plutôt nationalistes. Encore aujourd'hui, ces deux mouvements s'opposent dans le cadre de la querelle dynastique actuelle.
Le royalisme peut s’exprimer aussi bien individuellement (par exemple, dans une opinion), collectivement, dans un parti royaliste, que dans le cadre d’associations, en faveur d’une personne (roi, reine, prétendant) ou d'une dynastie, jugée légitime par ses partisans pour conserver ou remplir le rôle de chef d’État d’un pays qui devient, le cas échéant, un royaume.
Dans l’histoire des royaumes d’Europe, d’Asie et d’Afrique, le combat royaliste a pu également s’illustrer dans des conjurations ou des mouvements politiques menant à une restauration monarchique.

## Différents types de soutien de la cause royaliste
On peut définir quatre types de soutien d’une cause royaliste :
- dans un royaume, lorsque la forme monarchique est la forme habituelle ou constitutionnelle du gouvernement, le royalisme peut s’exprimer en faveur du roi lui-même (ou de la reine), surtout en présence d’un risque de changement de régime.

C’est le cas notamment en Australie pour défendre le caractère royal du régime australien conservé lors du référendum du 6 novembre 1999 ; en Hongrie où les royalistes ont soutenu après 1920 le roi Charles IV (mais la restauration échoua en 1921 alors même que le pays resta un royaume jusqu’en 1949) ; au Népal, où les royalistes soutiennent le roi Gyanendra, déchu avec l’abolition de la monarchie népalaise le 28 mai 2008 ; plus récemment encore en Belgique où l’opinion royaliste s’identifie à la défense de l’unité belge (le roi incarnant constitutionnellement la nation composée en majorité des Flamands et des Wallons) ;
- dans un royaume, le royalisme peut s’exprimer en faveur d’un prétendant autre que le monarque régnant, lorsque la forme monarchique est la forme coutumière ou constitutionnelle du gouvernement.

Ce fut le cas notamment du légitimisme en France sous la monarchie de Juillet (de 1830 à 1848), où les partisans du comte de Chambord le préféraient à Louis-Philippe. De même, le carlisme était un mouvement royaliste espagnol préférant l'infant Charles — « Don Carlos » — et ses descendants à sa nièce la reine Isabelle II, à partir de 1833, le carlisme existe encore dans une moindre mesure, certains soutenant l'application de la loi salique en Espagne et donc le couronnement de Louis de Bourbon bien que celui-ci ait renoncé à toutes prétentions sur le trône d'Espagne ;
- dans une république ou tout autre État ayant perdu le statut de « royaume », le royalisme peut s'exprimer en faveur d'un monarque chassé de son trône, ou de ses héritiers et prétendants.

Le jacobitisme anglais à partir de 1688, la chouannerie française après 1793 massacrée par le tout nouveau régime républicain ou le légitimisme en 1830 en sont les exemples les plus connus ;
- dans une république ou tout autre état n’ayant pas le statut de « royaume », le royalisme peut s'exprimer en faveur d’un prétendant au trône ou de plusieurs prétendants. C’est le cas notamment d'un nombre important de démocraties modernes ayant succédé politiquement à d’anciennes monarchies, notamment au XIXe siècle et au XXe siècle.

## Royauté et monarchie
En philosophie politique, ou parfois dans l'opinion publique, les notions de royauté et de monarchie sont confondues, notamment en France, où depuis le XVIIIe siècle la royauté est exclusivement désignée par le terme de monarchie qui désigne les régimes politiques dans lesquels une seule personne exerce tous les pouvoirs. L'exemple actuel du royaume de Suède contredit cet amalgame. Le roi Carl XVI Gustaf n'y exerce aucun pouvoir.
Parfois, la royauté est aussi confondue avec d'autres régimes politiques comme l’empire, qui suppose la soumission de plusieurs nations, ou avec la tyrannie qui est un régime affranchi de toutes lois.
Cette confusion avec la doctrine monarchique — qui soutient l'instauration, la restauration ou la défense d'un régime politique — a tendance à minimiser voire à ignorer l'attachement des royalistes envers un individu (roi régnant ou considéré comme tel). En outre, elle laisse croire que tout mouvement royaliste serait anti-démocratique, prônant le pouvoir d'un seul homme.

## Partis et mouvements royalistes
Depuis l’instauration de régimes parlementaires, plusieurs pays, notamment en Europe, ont connu des partis royalistes.

### Angleterre et Écosse

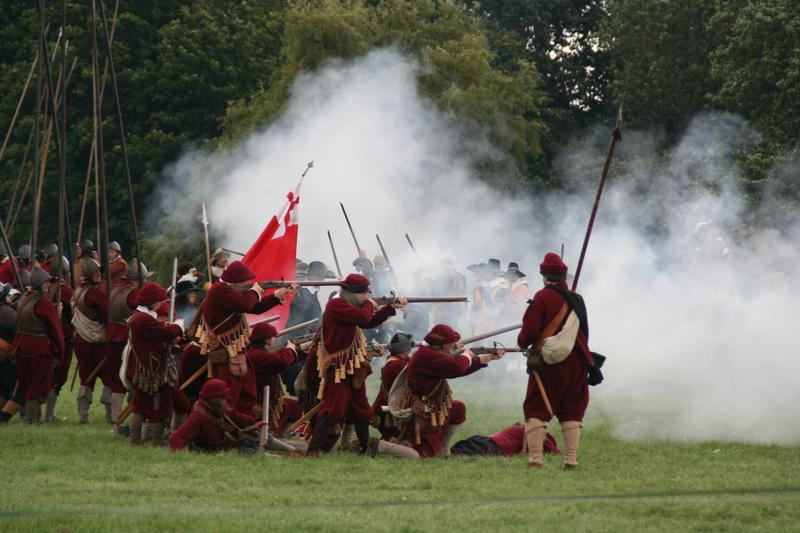
Mise en scène de Naseby, vue sur les forces des Royalists

À l’époque de la première révolution anglaise, Charles II, fils du roi décapité, trouve des soutiens en Écosse et est couronné à Scone en 1651. Monck est d’abord l'adversaire des royalistes, avant d'être celui qui permet le rétablissement de la royauté (1660). Après 1688, la cause royaliste soutient Jacques II. Le jacobitisme se maintint surtout jusqu'en 1807, à la mort du dernier Stuart de la branche royale. Quelques royalistes anglais et écossais estiment qu'aujourd'hui, ses droits appartiennent à la maison des ducs de Bavière (légitimité catholique anglaise et écossaise), et qu'ils sont amenés à passer dans celle de Liechtenstein.

### Belgique
La « question royale » désigne les événements politiques qui ont lieu entre le 7 mai 1945 et le 17 juillet 1951, à propos du retour au pays du roi Léopold III après la Seconde Guerre mondiale.

### Espagne
Les carlistes soutiennent la branche légitime des Bourbons depuis 1833, laquelle est incarnée par les descendants de Charles de Bourbon, dit « Charles V ». En 1936, après la mort sans héritiers directs d'Alphonse-Charles de Bourbon, duc de San Jaime, dit « Alphonse-Charles Ier » une question se pose chez les carlistes :
- ou bien accepter la succession des Bourbons « libéraux » en tant que descendants de l'infant François de Paule (frère cadet de Charles de Bourbon) et pas en leur qualité de descendants d'Isabelle II ;
- ou bien suivre la branche des Bourbons de Parme, en la figure de François-Xavier de Bourbon-Parme, bien qu'il fût seulement nommé comme « régent » par le duc de San Jaime ;
- ou bien, étant donné que le système adopté par Philippe V pour régler la succession royale en 1700 n’était pas purement salique, mais « semi-salique » (ou gombette), désigner Charles-Pie de Habsbourg-Toscane (dont le grand-père maternel était le duc de Madrid, Charles de Bourbon, dit « Charles VII »), avec le titre de « Charles VIII ». Cette branche « octaviste » fut ultérieurement écartée par l’interdiction que le traité d’Utrecht fit des Habsbourg après la guerre de Succession ;
- les partisans de la solution « jeanniste » furent appelés estorilos, par le voyage en Estoril qu’une certaine commission fit pour enfoncer le béret rouge à don Juan, troisième fils d'Alphonse XIII en exil. Ils furent discrédités par les autorités officielles de la Communion traditionaliste, et s'ajoutèrent aux quelques défenseurs d'Alphonse et ses descendants après l'abdication de 1931 ;
- l'héritier dynastique du carlisme (en tant qu'aîné des descendants de Philippe V) était néanmoins le duc d'Anjou et de Ségovie, Jacques de Bourbon, frère aîné de Jean. Le duc de Ségovie revendiqua en 1964 la succession carliste et le titre de duc de Madrid, et reçut pour ce faire le soutien de la princesse Alice, dernière fille de « Charles VII ». Actuellement, l'ainé des descendants de Philippe V (et d'Hugues Capet) est son petit-fils, Louis de Bourbon.

Avant le début de la guerre civile, les monarchistes partisans de la branche « libérale » s’organisèrent autour d’un parti traditionaliste, « Rénovation espagnole », et pendant le franquisme portèrent la couleur verte pour symboliser l’acronyme de Viva el rey de España (VERDE) — qui signifie vert en français. En 1969, Franco choisit le prince Juan Carlos, fils de Juan de Borbón, comte de Barcelone, comme son successeur avec le titre de prince d'Espagne. Pour ces carlistes « jeannistes », l'acceptation de la couronne par Juan Carlos en obéissance à Franco (bien que ne respectant pas la même ligne politique) — parlant d'instauration et non de restauration, l'acceptation de cette instauration par la branche aînée (le duc de Ségovie et ses fils), la reconnaissance ultérieure de cette instauration par don Juan (connu comme comte de Barcelone), les événements politiques des dernières années du XXe siècle, ont laissé la branche cadette régnante très discréditée chez les monarchistes carlistes, malgré l'apparent soutien populaire. Aujourd'hui, c'est la maison ducale de Parme qui porte politiquement, pour ses partisans, les droits au trône espagnol selon la quasi-totalité des carlistes, dont la plupart n'appartiennent à aucun parti, ou bien sont divisés entre la Communion traditionaliste et le Parti carliste, placé à gauche.

### France
À l’époque de la Révolution française, le soutien du roi est principalement exprimé par l'insurrection vendéenne, puis les Chouans. Sous la Restauration, il existait plusieurs tendances royalistes, dont celle des ultra-royalistes. À partir de la monarchie de Juillet, la cause royale est soutenue par les orléanistes (partisans de Louis-Philippe d’Orléans, devenu roi des Français) et les légitimistes (partisans de Charles X (mort en 1836), du comte de Marnes, de jure Louis XIX (mort en 1844) et du comte de Chambord, de jure Henri V (mort en 1883). Pendant la IIe législature (1877-1881), les orléanistes sont représentés par 11 députés (soit 2,1 %) et les légitimistes par 44 députés (soit 8,4 %). Représentants encore 10 % en 1893 (VIIe législature), ils sont confondus avec les autres députés conservateurs à partir de 1902 dans la chambre du Bloc des gauches. L’opinion royaliste est alors maintenue dans la publication de périodiques comme la Revue d'Action française (1899) à laquelle succède le quotidien L'Action française de 1908 à 1944.
Depuis cette époque, le royalisme français est caractérisé par un affaiblissement principalement imputable à la réussite apparente du régime républicain de la Cinquième République qui donne un pouvoir fort au président de la République. Il faut y ajouter un manque de visibilité des divers prétendants, une opinion publique globalement hostile au royalisme ainsi qu'à la poursuite de la sécularisation en France. Enfin, à cela s'ajoutent les rivalités des deux principaux courants, légitimiste et orléaniste.
Cependant, il existe aujourd'hui en France, plusieurs courants royalistes :
- le mouvement légitimiste, qui reconnaît comme successeur des rois de France Louis de Bourbon, duc d’Anjou, aîné des Capétiens, descendant en ligne masculine de Louis XIV. L'Union des cercles légitimistes de France (vocation politique) regroupe un grand nombre de cercles partout en France et publie régulièrement des études[1]. L’Institut de la maison de Bourbon (vocation culturelle), ainsi que le Centre d'études historiques (en sommeil), la Fédération des associations Présence du souvenir bourbonien, Cercle d'action légitimiste, l'Institut des sciences historiques, l'association des Lys de France, le Mémorial de France à Saint-Denys, l'association Vendée militaire, entre autres :
- le mouvement orléaniste, qui reconnait comme successeur des rois des Français Jean d'Orléans, comte de Paris, aîné des descendants du roi Louis-Philippe. Après la mort d'Henri d'Artois, dernier prétendant légitimiste ne descendant pas de Philippe V d'Espagne, l'orléanisme pur sera largement abandonné pour le fusionnisme.
- Le mouvement fusionniste, qui reconnaît comme successeur des rois de France Jean d'Orléans, comte de Paris, aîné des Capétiens demeurés continûment français[2] depuis Louis XIII et descendant en ligne masculine de Philippe d'Orléans, frère cadet de Louis XIV. Plusieurs mouvements le soutiennent, dont la Nouvelle Action royaliste (souvent considérée comme de gauche) et l'Action française, qui bénéficie d'une implantation en province et notamment active dans les milieux étudiants ;

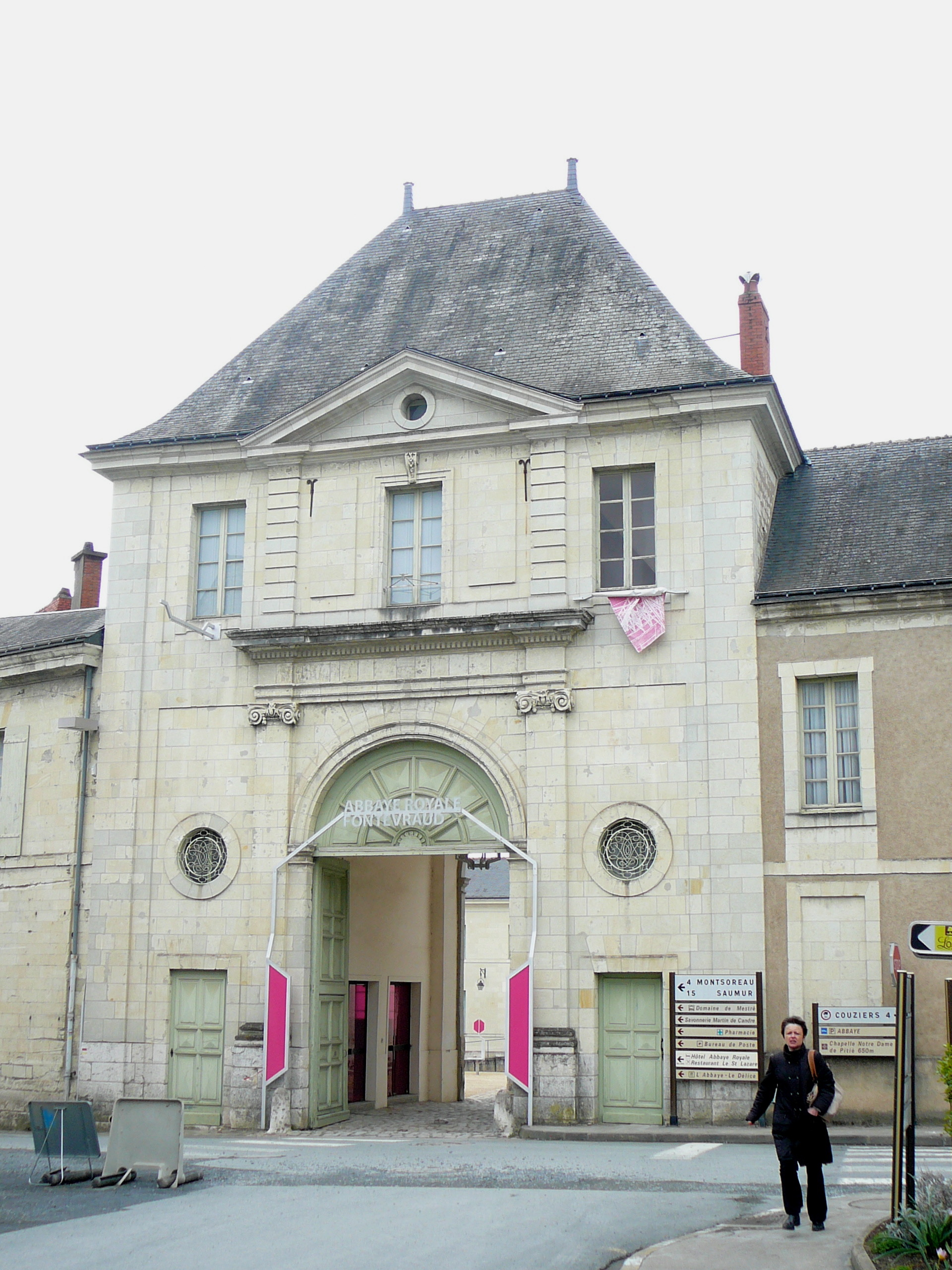
Le portail d'accès à l'Abbaye royale de Fontevraud

- le courant providentialiste, qui « s'en remet à Dieu du point de savoir qui doit être son lieutenant sur le trône de France. » Ce courant a été fondé le 25 août 1988 par Alain Texier en l'Abbaye Notre-Dame de Fontevraud (Charte de Fontevrault) ;
- l'Alliance royale (tendance constitutionnelle ou parlementaire), fondé le 25 janvier 2001 a présenté des listes aux européennes en 2004, 2009, 2014 et 2019. Ce parti ne se positionne pas sur la question dynastique ;
- d'autres courants préférant la logique « le royaume avant le roi », comme le Groupe d'action royaliste (GAR)[3] qui prendra naissance en 2008, afin de moderniser et crédibiliser au maximum le combat royaliste qui fut très sérieusement affecté après la mort de Pierre Pujo en 2007. Il peut être composé de tous les courants royalistes, à l'instar du Cercle Richelieu[4], des partis royalistes adeptes de la Révolution nationale[réf. nécessaire] comme Jeune France[5].

La Basilique Saint-Denis, nécropole royale, est le lieu de cérémonies autour de la royauté, par exemple l'inhumation du cœur de Louis XVII le 8 juin 2004.

### Italie
L'Italie ayant été unifiée au XIXe siècle, l’unique maison qui a accédé au trône est celle de Savoie. L'aîné de la maison est Victor-Emmanuel de Savoie (ou selon les autres Aimon de Savoie-Aoste).

### Portugal
Les partisans du roi Michel Ier étaient les « miguélistes » à partir de 1834. Après la proclamation de la République en 1910 et la chute de la maison de Saxe-Cobourg-Gotha, plusieurs tentatives de restauration royaliste ont été menées en faveur de dom Miguel, duc de Bragance, par le capitaine Palva de Couceiro en 1911 et 1912, sans succès. Le descendant de dom Miguel, dom Duarte est aujourd'hui duc de Bragance, et le seul candidat au trône portugais après l’extinction de la branche libérale.

### Bulgarie
Depuis la fin de la Seconde Guerre mondiale et l'entrée de la Bulgarie dans la sphère d'influence de l'URSS, le roi Siméon II, roi depuis 1943 (à l'âge de six ans) est soutenu par un groupe de partisans. En effet, en 1946 les communistes renversent la monarchie bulgare et instaurent une république populaire de Bulgarie dans l'orbite de l'URSS. En exil en Égypte, puis en Espagne, Siméon II ne revient dans son pays qu'en 1996, 50 ans plus tard. Acclamé malgré sa maîtrise imparfaite de la langue bulgare, il revient finalement en 2001, accueilli triomphalement par ses nombreux sympathisants. Il prend alors la présidence du Mouvement national Siméon II (NDSV) qui remporte les élections législatives de 2001 avec 42,7 % des voix et 119 des 240 sièges de l'Assemblée nationale. Un accord de coalition avec le Mouvement des droits et libertés lui permet d'être nommé Premier ministre par le président de la République, Petar Stoyanov, le 24 juillet 2001 sous le nom de Simeon Sakskoburggotski. Il reste à ce poste jusqu'aux élections législatives de 2005, où le Mouvement national Siméon II n'obtient que 19,9 % des suffrages et 53 sièges. Sergueï Stanichev, leader socialiste de la Coalition pour la Bulgarie (KBZ), qui n'a obtenu que 83 sièges ne peut gouverner avec la seule alliance avec le Mouvement des droits et libertés (DPS), et doit s'allier avec le NDSV. Siméon II obtient alors le titre honorifique de Président du conseil. Après la victoire aux législatives de 2001, le NDSV ne présente aucun candidat à l'élection présidentielle, et aux élections législatives de 2009, le NDSV rebaptisé Mouvement national pour la stabilité et le progrès n'obtient que 3 % des voix. Aux élections européennes, le NDSV obtient 4 sièges en 2007 et n'en conserve que 2 en 2009. La situation du prétendant bulgare demeure d'une grande singularité comparée à celles d'autres prétendants, dont ceux aux trônes de France et d'Italie.

## Le royalisme aujourd'hui
Si les royalistes sont peu visibles en France, un sondage de l’institut BVA paru en 2007 indique que 20 % des Français pourraient voter pour des candidats royalistes au premier tour contre 79 % qui ne le feraient en aucun cas (1 % ne se prononçant pas). 17 % des sondés verraient bien le rôle du chef de l'État assumé par un roi, contre 80 % qui y seraient opposés (3 % sans opinion). 24 % estiment que cela aurait un impact positif pour l’image de la France dans le monde, 68 % pensant le contraire, 8 % ne se prononçant pas. 17 % pensent que les libertés individuelles seront mieux respectées, 72 % étant d'avis contraire.
Aussi, le royalisme n’est pas uniquement le fait de l’appartenance aux milieux traditionnels et conservateurs. Il peut être laïc (l'Action française, un des mouvements orléanistes actuels, l'est elle-même) ou non, et, pour ses partisans, consiste avant tout en une ambition pour la France : la volonté de redonner au pays la position hégémonique qu’elle a eue jusqu'au début du siècle passé, de retrouver un monarque apte à enclencher de grands projets, celle aussi de sortir du jeu des partis et de la politique à court terme qui caractérise, pour les royalistes, l'exercice du pouvoir des hommes politiques de la république. Le royalisme se pose pour certains comme une opposition au nouvel ordre mondial par le renforcement de l'État face aux institutions supranationales qui empiètent sur les libertés fondamentales des peuples. Ainsi la monarchie est à leurs yeux plus démocratique que la république dans le sens où elle défend l'indépendance et l'autodétermination des peuples.[réf. nécessaire]

## Littérature et presse royalistes
Les idéaux royalistes comme les soutiens à des princes incarnant une légitimité ont souvent été exprimés au travers de journaux dont les principaux titres depuis cinquante ans ont été Aspects de la France (aujourd'hui Action française 2000), La Nation française, Royaliste, La Gazette Royale, La Blanche Hermine, Le Lien légitimiste. Depuis quelques années, se présentent également des sites webs ou encore des blogs.
Titres royalistes existant actuellement :
- La Gazette royale (trimestriel de l’Union des cercles légitimistes de France)
- La Blanche Hermine (bimestriel de la Fédération bretonne légitimiste)
- Royaliste (bimensuel)
- L’Action française 2000 (bimensuel)
- Le lien légitimiste (bimestriel)
- La Toile (trimestriel monarchiste dépoussiérant)[8]
- Vexilla Galliae